# Étienne Billières
Étienne Billières, né le 21 mars 1876 à Toulouse (Haute-Garonne) et mort le 3 février 1935 à Alger, est un homme politique français. Il est élu maire socialiste de Toulouse en 1925, fonction qu'il exerce jusqu'à son décès. 

## Biographie

### Enfance et formation
Fils de Jean Billières, maître charpentier, et de Marie Lupis, ouvrière à la Manufacture des Tabacs Étienne Billières passe son enfance dans le quartier Saint-Cyprien. Diplômé du certificat d'études, il entre alors à l'école primaire supérieur de Toulouse, au lycée Berthelot, où il suit notamment une formation en sténographie. À l'âge de 16 ans, il travaille à l'Imprimerie Sirven où il rencontre Albert Bedouce. En 1897, alors âgé de 21 ans, Étienne Billières part en Algérie effectuer son service militaire.
En 1905, après avoir travaillé à la Chambre des députés comme sténographe, il fonde sa propre école de sténodactylographie avec sa femme, située rue de Metz.

### Engagement politique

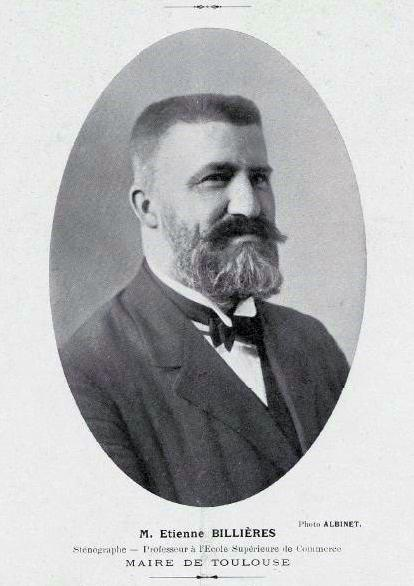
Étienne Billières
en 1925.

Par ses relations avec Albert Bedouce, Étienne Billières rejoint les Jeunesses socialiste à 16 ans, avant d'adhérer au Parti Ouvrier français, fondé en 1882 par Jules Guesde. 
En 1904, Étienne Billières se présente sur la liste socialiste des élections municipales. Si les radicaux remportent les élections, le score des socialistes augmentent de presque la moitié du nombre de ses voix. 
En 1906, à la suite du décès d'Honoré Serres, le conseil municipal de Toulouse est dissout, amenant à l'organisation d'un nouveau scrutin. Le paysage socialiste toulousain a évolué avec la création de la SFIO en 1905 : l'unité profite au scrutin, devant des radicaux divisés en trois listes différentes. Albert Bedouce devient, à l'issue des élections, le premier maire socialiste de Toulouse. Étienne Billières obtient le poste d'adjoint chargé de l'état civil et des pompes funèbres.

### Maire de Toulouse (1925-1935)
Après le succès de la SFIO aux élections législatives de 1924 en Haute-Garonne, les socialistes toulousains remportent la mairie dès le premier tour le 3 mai 1925, et obtiennent 57% des voix, contre 26,5% pour la liste sortante du Bloc national et 13% pour les radicaux. Étienne Billières prend alors la succession de Paul Feuga à la tête de la ville. À l'annonce des résultats, de nombreux toulousains se retrouvent sur la Place du Capitole, où le drapeau rouge est érigé sur l'hôtel de ville. Le nouveau maire avait été désigné de justesse par les militants socialistes pour endosser le rôle du candidat-maire de la liste : il emporte 207 voix, contre 199 pour Gabriel Pévot.  

#### Politique du logement et urbanisme

##### Habitat
Étienne Billières et Émile Berlia, adjoint chargé du logement, mettent en place une « vigoureuse politique d'urbanisation » à Toulouse. Avec les architectes Léon Jaussely, Jean Montariol et Robert Armandary, la ville voit émerger des habitations à bon marché, sous forme de cités-jardins, dans les quartiers périphériques de Fontaine-Lestang, Limayrac, Lalande, Croix-Daurade, Croix-de-Pierre, la Juncasse, Lespinet, la Cité du Nord et le Pont-des-Demoiselles, toutes proches des nouvelles usines. 
À partir de 1931, de grands immeubles collectifs sont édifiés dans les quartiers Saint-Roch, les Récollets, Saint-Cyprien et Bourrassol. Le faubourg Bonnefoy voit également l'édification de nouveaux logement, suivi par l'inauguration en 1938 du Grand Rond.  
L'ensemble de ces nouvelles habitations à bon marché et des immeubles collectifs représentent presque 20% des logements livrés, principalement habités par des ouvriers, des fonctionnaires et des employés.

##### Hygiène urbaine

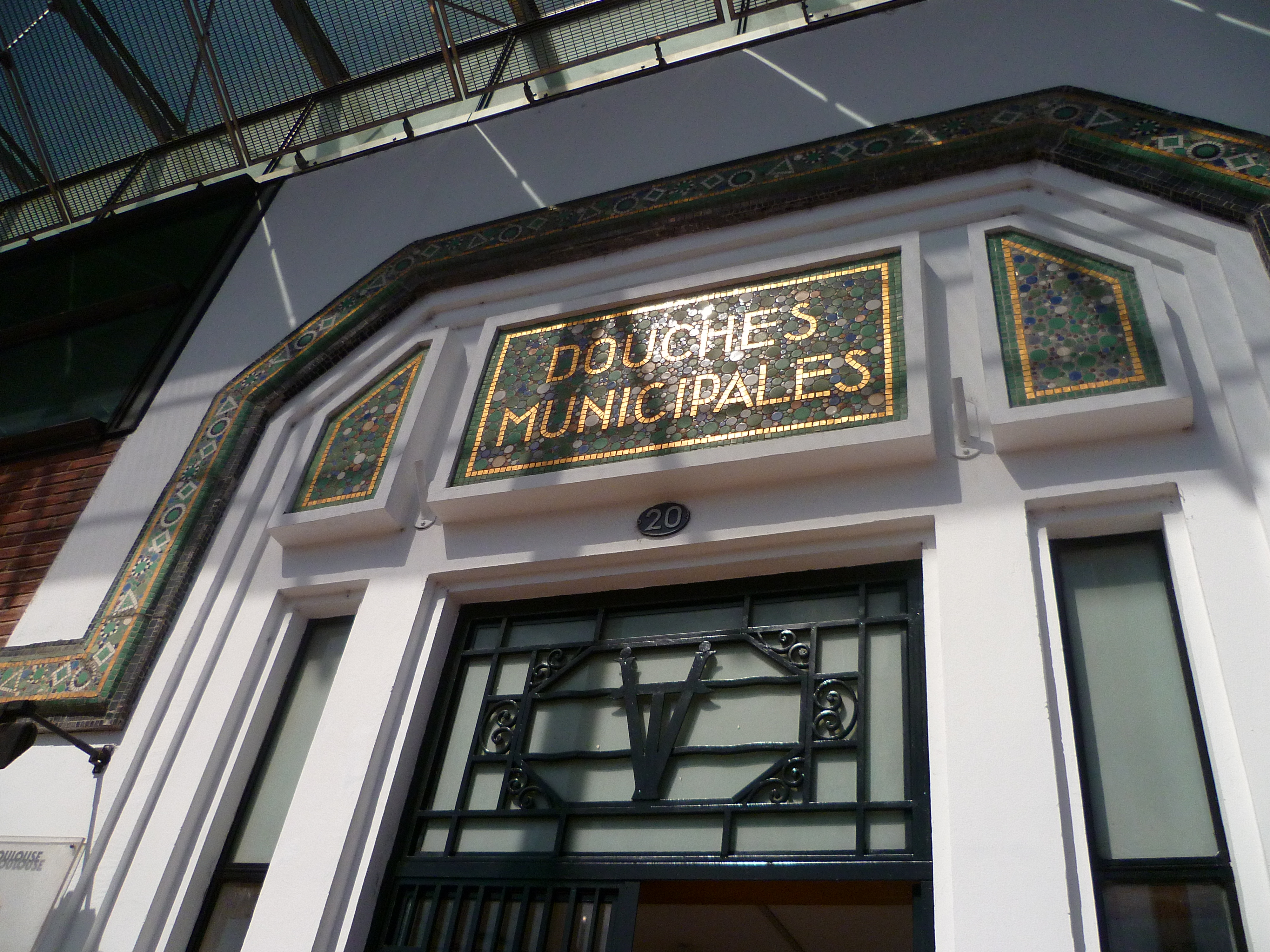
Douches municipales de Toulouse, à Saint-Cyprien

La ville de Toulouse souffre au début du XXe siècle d'un véritable « retard structurel » concernant le domaine de l'hygiène urbaine. La municipalité socialiste fait bâtir de nombreux bains-douches publics, dans les quartiers de Bonnefoy, de Saint Cyprien, aux Minimes, à la Place Dupuy ou encore au Pont des Demoiselles. Étiennes Billières lance une étude pour équiper la ville d'un système de tout-à-l'égout : si les plans lui sont remis en 1934, la municipalité Billières ne pourra pas le mettre en œuvre, le décès du maire en 1935 mettant un coup d'arrêt au projet. Ce système est mis en place dans les années 1950 à Toulouse.

### Décès
Après son décès en 1935 à Alger lors d’un voyage personnel, il est remplacé par son adjoint à l'Instruction publique et aux Beaux Arts, Jules Julien.

## Famille
- Rose Marie Billières (née Séguy), épouse d'Etienne Billières. Elle crée avec son époux l'école de Sténodactylographie de Toulouse et en deviendra la directrice à partir de 1907[14]
- Marcel Billières, aîné des 4 fils du couple. Résistant, Maire de Tarbes, conseiller général des Hautes-Pyrénées, Juste parmi les Nations
- André Billières (1908-1998. André Billières fit parler de lui dans les journaux régionaux et nationaux pour un fait divers : le 10 juillet 1931, alors militaire au 2è aérostiers, il entra dans un restaurant de Lardenne et se mit à chanter l'Internationale tout en se déclarant fils du maire, il agressa ensuite M. Dombray, blessé de guerre et ingénieur et directeur des établissements aéronautiques Latécoère, qui lui demandait de s'arrêter. M. Dombray eut deux côtes cassées et de multiples contusions. André Billières fut condamné à payer 550 fr de dommages et intérêt, reconnu coupable mais le tribunal, contrairement à la chambre d'accusation, déclara qu'il pouvait être inclus dans la loi d'amnistie du mois de décembre précédent et par conséquent pas de peines d'emprisonnement... Il deviendra en 1937 secrétaire temporaire au Musée d'Histoire Naturelle, puis nommé secrétaire général auxiliaire au même service.
- Pierre Billières (1912-1992). Pierre Billières fut atteint de polio à l'âge de 6 ans, il ne put faire l'armée mais devient résistant, engagé dans les FFL en 1943 et directeur pendant 35 ans du lycée fondé par ses parents
- Raymond Billières (1919-2009). Raymond Billières obtint son brevet de nageur scolaire en septembre 1934

### Sources
- Les réalisations de la municipalité socialiste de Toulouse (1925-1933) : rapport du 31e congrès de la SFIO, Toulouse, 1933